# لارس لاگربک
لارس لاگربک (انگلیسی: Lars Lagerbäck؛ زادهٔ ۱۶ ژوئیهٔ ۱۹۴۸) یک بازیکن سابق و سرمربی فوتبال سوئدی است که هم‌اکنون سرمربیگری نروژ را بر عهده دارد.
او بیش از همه به خاطر سرمربیگری سوئد شناخته شده‌است.